# Antoinette de Langeais
Antoinette de Langeais est un personnage de La Comédie humaine d’Honoré de Balzac. Née en 1791, morte en 1823, elle est issue de la meilleure noblesse de Paris. Elle est la fille du duc de Navarreins, issu d'une famille très pauvre. Dans sa jeunesse, pendant la Révolution, elle s’est réfugiée à Grandvilliers, chez sa grand-mère.
Elle épouse à dix-huit ans, sans dot, un jeune homme avare : le duc de Langeais, qui, dès l’année suivante, reçoit le commandement d'une division militaire. Les deux époux vivent séparés. Antoinette apparaît pour la première fois dans La Duchesse de Langeais, où, sous les dehors capricieux et frivoles d’une reine du tout-Paris, elle cache une volonté de fer qui la conduira à une mort tragique.
Elle commence sa vie comme une peste et la termine comme une sainte.

## Chronologie d’Antoinette de Langeais dansLa Comédie humaine
1818 : dans Ferragus (paru en 1833), elle rencontre « l’homme à la mode » : le général de Montriveau, qui est aussi marquis-général de Montriveau, dont elle décide de faire son amant. Un amant parmi une multitude d'autres…
1819 : dans La Duchesse de Langeais (paru en 1834), elle fait sa première visite à Montriveau contre lequel le vidame de Pamiers la met en garde : cet homme est dangereux. Cette même année, dans Le Père Goriot (paru en 1835), elle apprend à la vicomtesse de Beauséant que le marquis d'Ajuda-Pinto va se marier, et elle raconte à Rastignac tous les potins sur Jean-Joachim Goriot, sa fortune, ses filles. Elle n’est guère bienveillante, mais c’est maintenant la reine du Tout-Paris : elle a pris la place de la vicomtesse de Beauséant dans le monde. Coquette et impertinente, elle se joue du général de Montriveau qui est fou d’elle. Il la fait enlever et menace de la marquer au fer (« Ne touchez pas à la hache »). Cette démarche du général a pour effet de la séduire secrètement. Elle prend le risque d’envoyer sa voiture devant la demeure de son « amant », provoquant ainsi l’indignation de ses proches, surtout lorsqu’elle déclare au conseil de famille présidé par la princesse de Blamont-Chauvry : « Je veux que tout Paris le croie chez moi. »
1820 : dans Le Père Goriot (paru en 1835), Montriveau lui ayant tourné le dos, elle tente un dernier effort auprès de lui et déclare qu’elle ira s’enfermer dans un couvent si elle échoue. Elle vient d’hériter de la fortune de sa grand-mère maternelle.
1820-1823 : dans La Duchesse de Langeais, elle charge le vidame de Pamiers d’un dernier message pour Montriveau. Elle attend en vain sa réponse et quitte Paris sous le nom de Caroline, accompagnée de Lady Hopwood, pour se réfugier dans un couvent de carmélites à Cadix. Montriveau la cherche désespérément et il finit par retrouver sa trace en la personne de sœur Thérèse, alors qu’il assiste à un Te Deum dans un couvent espagnol. Il devine que c’est une Française qui joue à l'orgue une musique que la duchesse interprétait pour lui à Paris. Il lui déclare enfin son amour dans le parloir du couvent où la duchesse le fait passer pour son frère. Mais il est trop tard, la santé de la duchesse a décliné, elle refuse de le suivre. Lorsque Montriveau monte une expédition avec les Treize pour l’enlever, elle est déjà morte. Ils emportent son cadavre et le confient à la mer.

## Romans dans lesquels le personnage apparaît
- Illusions perdues (écrit de 1836 à 1843), par la marquise d'Espard qui la compare à une étoile filante.
- Le Lys dans la vallée (paru en 1836), lorsque Félix de Vandenesse se remémore les nombreux exemples de femmes malheureuses, parmi lesquelles on compte aussi la vicomtesse de Beauséant, Lady Brandon de La Grenadière, et Julie d'Aiglemont.
- Splendeurs et misères des courtisanes (paru entre 1838).
- Le Cabinet des Antiques (paru en 1839).
- Béatrix (paru en 1839).

## Sources bibliographiques
- Pierre Abraham, Créatures chez Balzac, Paris, Gallimard, Paris, 1931.
- Arthur-Graves Canfield, « Les personnages reparaissants de La Comédie humaine », Revue d’histoire littéraire de la France, janvier-mars et avril-juin 1934 ; réédité sous le titre The Reappearing Characters in Balzac’s « Comédie humaine », Chapell Hill, University of North Carolina Press, 1961 ; réimpression Greenwood Press, 1977.
- Anatole Cerfberr et Jules Christophe, Répertoire de « La Comédie humaine » de Balzac, introduction de Paul Bourget, Paris, Calmann-Lévy, 1893.
- Charles Lecour, Les Personnages de « La Comédie humaine », Paris, Vrin, 1967.
- Félix Longaud, Dictionnaire de Balzac, Paris, Larousse, 1969.
- Fernand Lotte, Dictionnaire biographique des personnages fictifs de « La Comédie humaine », avant-propos de Marcel Bouteron, Paris, José Corti, 1952.
- Félicien Marceau, Les Personnages de « La Comédie humaine », Paris, Gallimard, 1977, 375 p.
- Félicien Marceau, Balzac et son monde, Paris, Gallimard, coll. « Tel », 1970 ; édition revue et augmentée, 1986, 684 p.  (ISBN 2070706974).
- Anne-Marie Meininger et Pierre Citron, Index des personnages fictifs de « La Comédie humaine », Paris, Bibliothèque de la Pléiade, 1981, t. XII  (ISBN 2070108775), p. 1393-1394.
- Anatole Cerfberr et Jules Christophe, Répertoire de « La Comédie humaine » de Balzac, introduction de Boris Lyon-Caen, Éditions Classiques Garnier, 2008  (ISBN 9782351840160).